# Bauhaus-Wiege

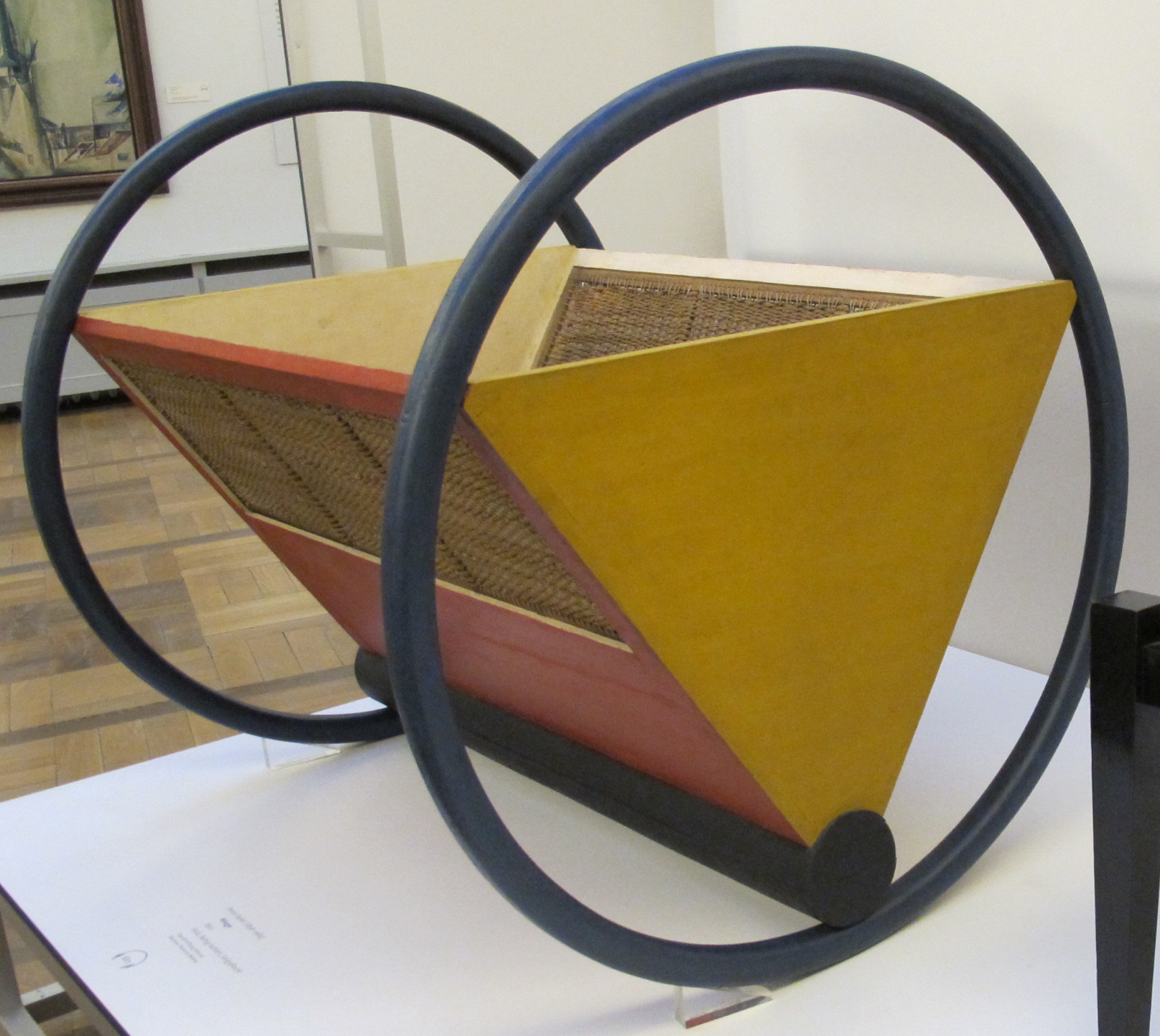
Bauhaus-Wiege

Die Bauhaus-Wiege, auch als Wiege nach Wassily Kandinsky bezeichnet, ist eine querschwingende Wiege, die 1922 am Bauhaus von Peter Keler entworfen wurde. Sie entstand unter dem Einfluss seines Meisters Wassily Kandinsky und gilt als eine der Ikonen des Bauhauses.

## Beschreibung
Die Wiege ist 98 cm lang und hat einen Durchmesser von 91 cm. Sie weist die Grundfarben gelb, rot und blau auf. Diese wurden am Bauhaus im Rahmen von Wassily Kandinskys Elementarunterricht den Grundformen Dreieck (gelb), Rechteck (rot), und Kreis (blau) zugeordnet, welche die Elemente der Wiege bilden. Mit dem umlaufenden blauen Rad kann die Wiege in Schwingung gebracht werden. Da der untere Balken aus massivem Holz besteht, ist ein Überrollen der Wiege ausgeschlossen.

## Geschichte
Die Wiege war ursprünglich Teil eines Bettprogramms für Mann, Frau und Kleinkind und wurde bei der Bauhausausstellung von 1923 im Kinderzimmer des Musterhaus Am Horn präsentiert. Seit 1975 wird die Wiege von der Firma Tecta nach Absprache mit Peter Keler in Lizenz hergestellt, seit 2018 in verkleinerter Form.